# Sergio Marmolejo García
Sergio Marmolejo García (Veracruz, México, 14 de diciembre de 1932 - 9 de septiembre de 2016) músico y compositor mexicano autor de la canción "Las Clases del Cha Cha Cha".

## Biografía
Sergio Marmolejo García, hijo de Julio Marmolejo y Margarita García, nació un 14 de diciembre de 1932 en la ciudad de Veracruz, México.
Cuando tenía alrededor de 7 años de edad, quería darle a su mamá un regalo del día de las madres, pero como no tenía dinero decidió escribirle unos versos, y a partir de entonces comenzó a escribir.
Además de las letras, la música también le encantaba, por lo que desarrolló la capacidad de musicalizar sus canciones, y así compuso su primera canción, "Cómo Te Extraño", en esta ocasión para su novia, quien se convertiría en su esposa.
En febrero de 1955 nació su gran éxito, "Las Clases del Cha Cha Cha", cuando en los estudios de los hermanos Márquez le pidieron que compusiera una canción especial para una gira muy importante que harían por los estados del norte del país… Apenas salió de ahí, mientras caminaba por la calle, le llegó la inspiración.
Cuatro meses más tarde "Las Clases del Cha Cha Cha", en coautoría con Ramón Márquez, se colocó en el primer lugar de popularidad,[cita requerida] la cual ha mantenido hasta la fecha.[cita requerida]
En 1976 decidió formar un conjunto musical de música tropical, al que llamó Checo y su Agrupación, y más adelante formó otro, el Grupo Jelengue, nombre que surgió de un nuevo ritmo propuesto por él.
Muchas de las canciones de Sergio Marmolejo están contenidas en películas mexicanas, como "El Bip Bip", que interpretó Germán Valdés "Tin Tan" en la película "El Astronauta"; "Merecumbé el Meneito", que canta Lilia Prado en "Besos de Arena", y "Muñeca Alegre", interpretada por Amparito Arozamena en "Mi Desconocida Esposa", película en la que actuó Marga López.
La Sociedad de Autores y Compositores de Música, organizó una ceremonia el 26 de octubre de 2005, en las instalaciones de la SACM, en la que el Consejo Directivo, encabezado por el Mtro. Roberto Cantoral, rindió homenaje a socios con una trayectoria de 25 y 50 años, entre ellos, Sergio Marmolejo, por sus 50 años como compositor.
El 30 de enero de 2013, Sergio Marmolejo García fue homenajeado en el Museo de la Ciudad de Veracruz "Coronel Manuel Gutiérrez Zamora" rodeado de familiares, amigos y músicos veracruzanos. En el cual  recibió, además de reconocimientos por parte del Museo de la Ciudad, el grupo Ferrocarrilero y su familia, uno muy especial por parte de la Asociación de Autores y Compositores Mexicanos, con una felicitación especial por parte del presidente de la misma, Armando Manzanero.

## Repertorio de Sergio Marmolejo García
- "Aun te Quiero"
- "Bip Bip Bip"
- "Caramelito"
- "Clases de Chachachá"
- "Con el Ritmo América"
- "Desde Puerto Rico"
- "Después de Esta Noche de Amor"
- "Discos Voladores"
- "El Bailarín"
- "El Ferrocarrilero"
- "El Guapo de la Huaca"
- "El Kikirimiau"
- "Frecuencia Modulada"
- "La Devaluación"
- "Merecumbé el Meneito"
- "Mi Barrio"
- "Muñeca Alegre"
- "No Nenita No"
- "Policías y Ladrones"
- "Posadas con Chachachá"
- "Qué Bonito Es Vivir"
- "Quiero Soñar Contigo"
- "Son dos Luceros"
- "Te Preguntaré"
- "Uno Dos Cha Cha Cha"
- "Vacaciones de Chachachá"
- "Vida Negra"